# GWI (компания)
GWI (ранее GlobalWebIndex) — британская компания по исследованию аудитории СМИ.  Основана  2009 году Томом Смитом. Предоставляет информацию об аудитории издателям, медиа-агентствам и маркетологам по всему миру.     Составляет профили аудиторий в более чем 48 странах мира на основе данных о более 2,7 миллиарда  потребителей цифровых СМИ, предоставляя информацию через платформу на основе подписки.